# Nieuwegein
Nieuwegein – miasto i gmina w środkowej Holandii (prowincja Utrecht). Liczy ok. 61 tys. mieszkańców (2008).